# Phare de la pointe du Vieux-Fort
Ne doit pas être confondu avec Pointe du Vieux-Fort (Sainte-Rose, Guadeloupe).
Le phare de la pointe du Vieux-Fort, également connu sous le nom de phare de Vieux-Fort, est un phare de France situé à l'extrême sud de l'île de Basse-Terre, sur la pointe du Vieux-Fort, sur le territoire de la commune de Vieux-Fort en Guadeloupe.

## Situation
Le phare porte le nom de la pointe du Vieux-Fort, en référence au fort qui s'y trouvait précédemment, lequel fort a aussi donné son nom à la commune : le fort s'est d'abord appelé « fort Royal » lorsque les premiers colons français l'ont construit vers 1635-1640, il est ensuite devenu le « Vieux Fort » et parfois appelé le « Vieux Fort L'Olive » ou le « fort L'Olive » ; il n'en reste que des ruines de nos jours.
La commune de Vieux-Fort, la plus petite de Guadeloupe en termes de superficie, est un village de pêcheurs reconnu par les navigateurs grâce au phare qui marque l'entrée dans la rade de Basse-Terre et signale le passage du canal des Saintes dans sa limite nord-ouest. De ce lieu, les îles des Saintes sont clairement visibles. Un petit sentier permet de se rendre au pied du phare, peint en blanc et haut de 21 mètres avec une lanterne unique.

## Historique
La pointe du Vieux-Fort était auparavant un lieu de naufrages, comme c'est le cas le 16 février 1947, quand le voilier La Rochannia s'y échoue en allant de Montserrat à la Dominique. L'érection d'un phare est ensuite décidée.
La construction, commencée en 1953, est achevée en août 1955 pour signaler l'entrée de la partie la plus occidentale du canal des Saintes et l'extrémité méridionale de l'île de Basse-Terre. Dans les années 1990, le phare est automatisé.